# Шварц, Марко
Ма́рко Шварц (нем. Marco Schwarz; род. 16 августа 1995, Филлах, Каринтия) — австрийский горнолыжник, серебряный призёр Олимпийских игр 2018 года в командных соревнованиях, чемпион мира 2021 года в комбинации. Универсал, выступает во всех дисциплинах.

## Карьера

### 2010-е годы
На юношеских зимних Олимпийских играх 2012 года в Инсбруке завоевал золотую медаль в супергиганте и суперкомбинации.
Он дебютировал на Кубке Европы 20 января 2013 года в Кирхберге в Тироле в специальном слаломе, но заезд не завершил. 21 февраля 2015 года он получил свой первый подиум на этапе Кубка Европы, занял третье место в слаломе.
В 2014 году в Словакии на чемпионате мира среди юниоров он выиграл золотую медаль в супергиганте и бронзовую медаль в скоростном спуске.
В следующем сезоне он дебютировал на взрослом этапе Кубка мира, 16 ноября в Леви в специальном слаломе не завершил второй заезд.
На Кубке мира он получил первые свои очки 12 декабря 2015 года в Валь-д'Изере в гигантском слаломе (19-й) и 22 декабря поднялся на свой первый подиум, заняв 3-е место.

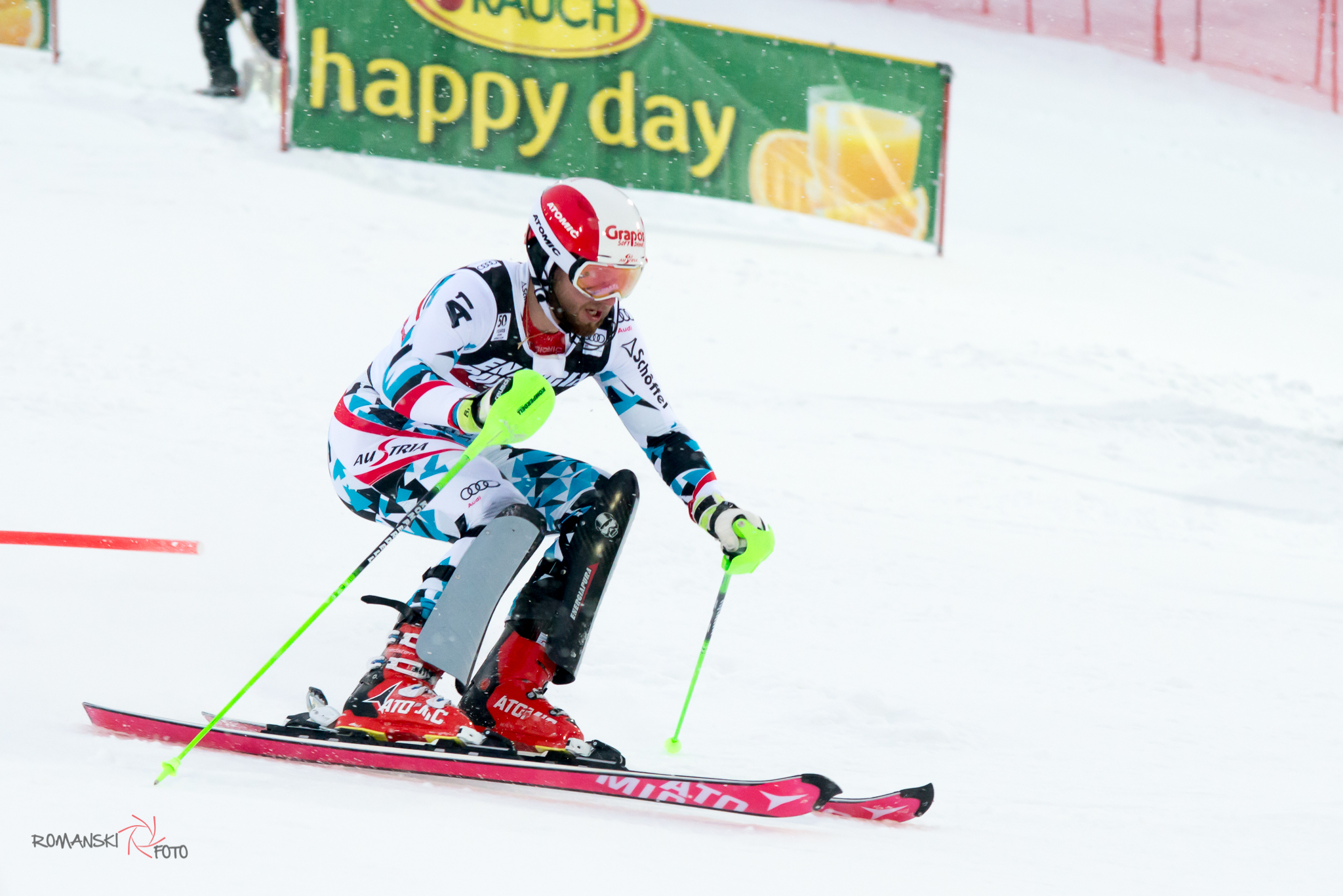
Январь 2017 года

На чемпионате мира в Санкт-Морице в 2017 году не финишировал в комбинации и занял 7-е место в слаломе.
На Олимпийских зимних играх 2018 года в Пхёнчхане он был 11-м в слаломе и 4-м в комбинации. Завоевал серебряную медаль в командных соревнованиях в составе сборной Австрии.
В сезоне 2018/19 на этапе в Мадонна-ди-Кампильо в Италии на этапе слалома, он показал второе время и впервые в сезоне оказался на подиуме. Он стал наиболее успешным для Марко, первая победа в карьере пришла к нему в норвежском Осло, где он победил в городских соревнованиях, а уже 18 января он праздновал первое попадание на подиум и победу в альпийской комбинации в швейцарском Венгене.
На чемпионате мира 2019 года в шведском Оре завоевал три медали: серебро в командном первенстве и две бронзы в комбинации и слаломе. Также стал пятым в гигантском слаломе, показав лучшее время во второй попытке.

### 2020-е годы
В январе 2021 года выиграл два этапа Кубка мира в слаломе в Адельбодене и Шладминге.
На чемпионате мира 2021 года в Кортине-д’Ампеццо 15 февраля выиграл золото в комбинации, опередив Алексиса Пентюро на 0,04 сек. 19 февраля достаточно неожиданно завоевал бронзу в гигантском слаломе, хотя на этапах Кубка мира ни разу не поднимался выше шестой позиции в этой дисциплине. В слаломе Шварц шёл 8-м после первой попытки, но не сумел финишировать во второй.
В сезоне 2020/21 занял третье место в общем зачёте Кубка мира, а также стал лучшим в зачёте слалома.

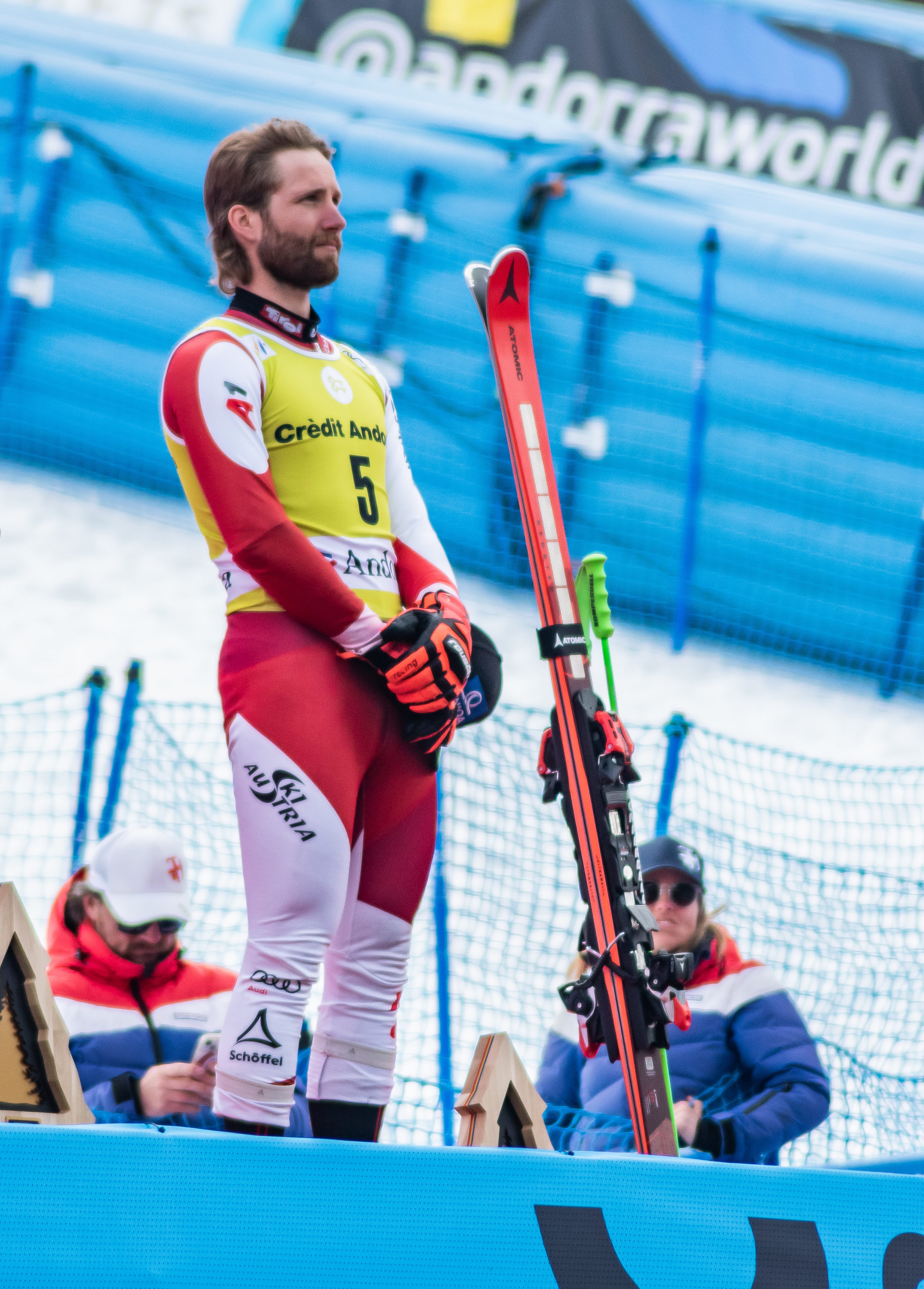
Шварц в марте 2023 года

В январе 2023 года за календарный месяц попадал в топ-10 на этапах Кубка мира в скоростном спуске, супергиганте, гигантском слаломе и слаломе. При этом в скоростном спуске 27-летний Шварц выступил в Кубке мира впервые в карьере и сразу занял 6-е место на этапе в Венгене, всего 0,28 сек уступив бронзовому призёру.
В феврале 2023 года на чемпионате мира в Куршевеле завоевал серебряную медаль в комбинации, уступив по общему времени двух дисциплин 0,10 сек Алексису Пентюро. В скоростном спуске Шварц стал лучшим среди австрийцев и был близок к медали, он занял 4-е место, уступив бронзовому призёру 0,04 сек. В гигантском слаломе Шварц на втором чемпионате мира подряд завоевал бронзу. При это он уверенно лидировал после первой попытки, но во второй показал только 18-е время, однако запаса хватило, чтобы по сумме занять третье место. За всю историю только три австрийца выиграли больше медалей на чемпионатах мира, чем Шварц — знаменитые Марсель Хиршер, Бенни Райх и Тони Зайлер. В супергиганте и слаломе Шварц занял шестые места.
25 февраля 2023 года в Скво-Вэлли впервые в карьере выиграл гигантский слалом на этапе Кубка мира. 16 марта 2023 года на финальном этапе Кубка мира впервые в карьере стал призёром в супергиганте, заняв второе место.
В декабре 2023 года вновь за календарный месяц попадал в топ-10 на этапах Кубка мира во всех 4 основных дисциплинах, в том числе выиграв этап в слаломе в Мадонне-ди-Кампильо. В гигантском слаломе серия из попаданий в топ-10 у Шварца в декабре 2023 года достигла 12 подряд.
28 декабря 2023 года Шварц, который лидировал в общем зачёте Кубка мира, упал на трассе скоростного спуска в Бормио и повредил правое колено, вылетев за пределы трассы. Он был эвакуирован на вертолёте в клинику в Инсбруке, где ему был диагностирован разрыв крестообразной связки и медиального мениска, а также повреждение хряща правого колена. Сезон 2023/24 для Шварца был завершён.

## Результаты на крупнейших соревнованиях

### Зимние Олимпийские игры
| Олимпийские игры | Скоростной спуск | Супергигант | Гигантский слалом | Слалом | Комбинация | Команды |
| ---------------- | ---------------- | ----------- | ----------------- | ------ | ---------- | ------- |
| 2018 Пхёнчхан    | —                | —           | —                 | 11     | 4          | 2       |
| 2022 Пекин       | —                | —           | 14                | 17     | 5          | —       |

### Чемпионаты мира
7 медалей (1 золотая, 2 серебряные, 4 бронзовые)
| Чемпионат мира         | Скоростной спуск | Супергигант | Гигантский слалом | Слалом | Комбинация | Команды | Паралл. гигантский слалом |
| ---------------------- | ---------------- | ----------- | ----------------- | ------ | ---------- | ------- | ------------------------- |
| 2017 Санкт-Мориц       | —                | —           | —                 | 7      | DNF2       | —       | н/д                       |
| 2019 Оре               | —                | —           | 5                 | 3      | 3          | 2       | н/д                       |
| 2021 Кортина-д’Ампеццо | —                | —           | 3                 | DNF2   | 1          | —       | DNQ                       |
| 2023 Куршевель         | 4                | 6           | 3                 | 6      | 2          | —       | —                         |
| 2025 Зальбах           | —                | —           | 5                 | DNF1   | DNF SL     | —       | н/д                       |

### Победы на этапах Кубка мира (6)
| № | Сезон   | Дата        | Место               | Дисциплина          |
| - | ------- | ----------- | ------------------- | ------------------- |
| 1 | 2018/19 | 1 янв 2019  | Осло                | Параллельный слалом |
| 2 | 2018/19 | 18 янв 2019 | Венген              | Комбинация          |
| 3 | 2020/21 | 10 янв 2021 | Адельбоден          | Слалом              |
| 4 | 2020/21 | 26 янв 2021 | Шладминг            | Слалом (2)          |
| 5 | 2022/23 | 25 фев 2023 | Скво-Вэлли          | Гигантский слалом   |
| 6 | 2023/24 | 22 дек 2023 | Мадонна-ди-Кампильо | Слалом (3)          |